# Списък на международно признатите суверенни държави
Този списък съдържа имената на 194-те международно признати суверенни държави, съгласно дефиницията на Споразумението от Монтевидео от 1933 година. Списъкът едновременно представлява и списък на страните-членки на ООН, с едно изключение – Ватикан.

## А
- Австралия
- Австрия
- Азербайджан
- Албания
- Алжир
- Ангола
- Андора
- Антигуа и Барбуда
- Аржентина
- Армения
- Афганистан

## Б
- Бангладеш
- Барбадос
- Бахамски острови
- Бахрейн
- Беларус
- Белгия
- Белиз
- Бенин
- Боливия
- Босна и Херцеговина
- Ботсвана
- Бразилия
- Бруней
- Буркина Фасо
- Бурунди
- Бутан
- България

## В
- Вануату
- Ватикан[1]
- Великобритания
- Венецуела
- Виетнам

## Г
- Габон
- Гамбия
- Гана
- Гватемала
- Гвиана
- Гвинея
- Гвинея-Бисау
- Германия
- Гренада
- Грузия
- Гърция

## Д
- Дания
- Демократична република Конго
- Джибути
- Доминика
- Доминиканска република

## Е
- Египет
- Еквадор
- Екваториална Гвинея
- Еритрея

- Есватини
- Естония
- Етиопия

## З
- Замбия
- Зимбабве

## И
- Източен Тимор
- Индия
- Индонезия
- Ирак
- Иран
- Ирландия
- Исландия
- Испания
- Италия

## Й
- Йемен
- Йордания

•Йерусалим

## К
- Кабо Верде
- Казахстан
- Камбоджа
- Камерун
- Канада
- Катар
- Кения
- Кипър[2]
- Киргизстан
- Кирибати
- Китай[3]
- Колумбия
- Коморски острови
- Република Конго
- Коста Рика
- Кот д'Ивоар
- Куба
- Кувейт

## Л
- Лаос
- Латвия
- Лесото
- Либерия
- Либия
- Ливан
- Литва
- Лихтенщайн[4]
- Люксембург

## М
- Мавритания
- Мавриций
- Мадагаскар
- Малави
- Малайзия
- Малдиви
- Мали
- Малта
- Мароко
- Маршалови острови
- Мексико
- Мианмар
- Микронезия
- Мозамбик
- Молдова
- Монако
- Монголия

## Н
- Намибия
- Науру
- Непал
- Нигер
- Нигерия
- Нидерландия
- Никарагуа
- Нова Зеландия
- Норвегия

## О
- Обединени арабски емирства
- Оман

## П
- Пакистан
- Палау
- Панама
- Папуа Нова Гвинея
- Парагвай
- Перу
- Полша
- Португалия
- Палестинска автономия

## Р
- Руанда
- Румъния
- Русия

## С
- Самоа
- Сан Марино
- Сао Томе и Принсипи
- Саудитска Арабия
- Сейнт Лусия
- Северна Корея[5]
- Северна Македония
- Сейшелски острови
- Сенегал
- Сейнт Китс и Невис
- Сиера Леоне
- Сингапур
- Сирия
- Словакия[6]
- Словения
- Сейнт Винсент и Гренадини
- Соломонови острови
- Сомалия
- Судан
- Суринам
- САЩ
- Сърбия

## Т
- Таджикистан
- Тайланд
- Танзания
- Того
- Тонга
- Тринидад и Тобаго
- Тувалу
- Тунис
- Туркменистан
- Турция

## У
- Уганда
- Узбекистан
- Украйна
- Унгария
- Уругвай

## Ф
- Фиджи
- Филипини
- Финландия
- Франция

## Х
- Хаити
- Хондурас
- Хърватия

## Ц
- Централноафриканска република

## Ч
- Чад
- Чехия[7]
- Черна гора
- Чили

## Ш
- Швейцария
- Швеция
- Шри Ланка

Шотландия

## Ю
- Република Южна Африка
- Южна Корея[8]
- Южен Судан

Югославия 

## Я
- Ямайка
- Япония

## Други
ООН официално признава за нечленуващи държави и:
- Ниуе
- Острови Кук
- Шотландия

Тук те са споменати в списъка на зависимите територии.